# Faculdade Internacional de Teologia Reformada
A Faculdade Internacional de Teologia Reformada (FITRef) ou International Reformed Theological College,  é um seminário protestante reformado presente no Brasil, Estados Unidos e Canadá. A instituição de ensino superior é destinada a formação de pastores e líderes conforme a Fé Reformada.

## História
A Faculdade Internacional de Teologia Reformada teve início a partir de 2001 em São Paulo com aulas ministradas online e disponibilizadas gratuitamente. A partir de 2004 a instituição se uniu ao International Reformed Theological College na Virginia, Estados Unidos. Desde então a sede da instituição foi transferida para Belém, Pará e passou a oferecer cursos de formação teológica online.

## Posição confessional
A FITRef é oficialmente subscritora dos Padrões da Unidade (Confissão Belga, o Catecismo de Heidelberg e os Cânones de Dort) e Símbolos de Westminister (Confissão de Fé de Westminster, o Catecismo Maior de Westminster e o Breve Catecismo de Westminster). Todos os professores e membros do seminário devem declarar publicamente sua subscrição aos documentos de fé.

## Reconhecimento
Embora trata-se de um seminário autônomo, não filiado a nenhuma denominação, a FITRef foi um dos dois seminários reconhecidos pela Junta de Educação Teológica da Igreja Presbiteriana do Brasil como idôneos em 2013, juntamente como o Seminário Martin Bucer, sendo que estes dois seminários ofecerem cursos de teologia online, enquanto os oito seminários da Igreja Presbiteriana do Brasil são presenciais. É, por isso, o seminário online mais indicado pela Igreja Presbiteriana do Brasil.
O FITRef é também o seminário indicado pela Igreja Reformada Presbiteriana de Maricá.
O FITRef é também um dos 7 seminários parceiros do Ministério Fiel, ao lado do Seminário Martin Bucer, Seminário Teológico Presbiteriano do Nordeste, Seminário Presbiteriano do Norte, Seminário Teológico Presbiteriano Reverendo José Manoel da Conceição, Escola Teológica Charles Spurgeon e Faculdade Teológica Batista Equatorial.

### Conferência Internacional das Igrejas Reformadas
Embora não tenha vínculos oficiais com nenhuma denominação igreja, a FITRef tem relações afins com igrejas membros da Conferência Internacional das Igrejas Reformadas.

## Professores
- Heber Carlos Campos Júnior (também professor do Centro Presbiteriano de Pós-Graduação Andrew Jumper)[11]
- Sérgio Paulo de Lima (pastor da Igreja Presbiteriana da Lapa)[12]
- Paulo Roberto Batista Anglada (Instrutor da Faculdade Internacional de Teologia Reformada).[13]
- Daniel Charles Gomes (pastor da Igreja Presbiteriana Cristo é Vida, no Japão, Missionário da APMT)

## Ex-alunos
- Allen Porto (pastor Igreja Presbiteriana do Renascença, em São Luís, Maranhão)[14]
- Américo Lama de Menezes (pastor Igreja Presbiteriana Central do Pará, em Belém, Pará)[15]
- Daniel Alessandro Alves Basso (professor do Seminário Teológico Batista de Jundiaí)[16]